# DeSean Jackson
DeSean William Jackson (ur. 1 grudnia 1986 roku w Los Angeles w stanie Kalifornia) – amerykański zawodnik futbolu amerykańskiego, grający na pozycji wide receiver. W rozgrywkach akademickich NCAA występował w drużynie uniwersyteckiej California Golden Bears.
W roku 2008 przystąpił do draftu NFL. Został wybrany w drugiej rundzie (49. wybór) przez zespół Philadelphia Eagles.
Jackson dwukrotnie został powołany do meczu gwiazd Pro Bowl w sezonach 2010 i 2011. Jako pierwszy zawodnik w historii wystąpił w Pro Bowl na dwóch pozycjach: wide receiver i kick retuner w roku 2010. Został również wybrany do najlepszej drużyny ligi All-Pro w sezonie 2009.
Od sezonu 2014 jest zawodnikiem Washington Redskins.